# Anisodes atrimacula
Anisodes atrimacula là một loài bướm đêm trong họ Geometridae.